# Миодраг Радовић
Миодраг Радовић (Оџаци, 18. децембар 1957) бивши је југословенски и српски фудбалер.

## Каријера
Већину фудбалске каријере Радовић је провео у београдском Партизану. Играо је на позицији одбрамбеног играча. Са Партизаном је три пута освајао првенство Југославије, у сезонама 1977/78, 1982/83. и 1985/86. и средњоевропски куп 1978, године. Био је на позајмици 1986. године у шведском клубу Дегерфорш.
Од 1976. до 1987. био је у Партизану после чега је прешао у турски Алтај где је и завршио фудбалску каријеру.
За репрезентацију Југославије играо је два пута. Наступио је на пријатељској утакмици против Румуније 1983. године и на мечу квалификација за Светско првенство 20. октобра 1984. у Лајпцигу против Источне Немачке (победа 3:2).
После играчке каријере остао је у фудбалу као секретар стручног штаба ФК Партизан, касније и као тренер. Нераздвојан је у тандему са Љубишом Тумбаковићем, са којим је радио у Партизану, Ал Насеру и кинеском Шандунгу.

## Успеси
- Партизан
  - Првенство Југославије (3): 1977/78, 1982/83, 1985/86.
  - Средњоевропски куп (1) : 1978.